# Dysaphis seselii
Dysaphis seselii är en insektsart. Dysaphis seselii ingår i släktet Dysaphis och familjen långrörsbladlöss. Inga underarter finns listade i Catalogue of Life.